# Eesti Gaas
Eesti Gaas — концерн, який займається закупівлею, транспортуванням, розподілом і продажем газу в Естонії, компанії Trilini Energy OÜ, мажоритарним власником якої є естонська інвесткомпанія Infortar.

## Історія компанії
1988 року Головне управління ЕРСР з газифікації (ест. ENSV Gasifitseerimise peavalitsus) було реорганізовано у територіально-виробниче об'єднання Eesti Gaas. Аарне Саар був обраний генеральним директором. 
1 листопада 1990 року "народилося" перше естонське державне підприємство — Eesti Gaas.
28 квітня 1992 року уряд незалежної Естонської Республіки прийняв постанову № 133, оголосивши про те, що державне підприємство Eesti Gaas повинно стати товариством з обмеженою відповідальністю з іноземними інвестиціями, де 70 відсотків акцій будуть належати державі, а 30% — Газпрому.
5 січня 1993 р. був підписаний установчий договір про створення акціонерного товариства Eesti Gaas. 20 січня Талліннський департамент підприємництва зареєстрував акціонерне товариство Eesti Gaas під реєстраційним кодом 01206666. 29 листопада акціонери Eesti Gaas на загальних зборах прийняли рішення збільшити статутний капітал з 22 мільйонів крон до 38,8 мільйонів крон.
У квітні 1994 року Hansa Investeeringud організувала відкритий аукціон акцій компанії Eesti Gaas. На торги виставили 770 акцій номінальною вартістю у 1000 крон. Кожен громадянин мав право на придбання акцій на суму до 50000 крон. Під час другої емісії у травні на торги виставили ще 835 акцій. В результаті цих двох емісій, 7,5 відсотка акціонерного капіталу Eesti Gaas перейшли приватним особам. 
У травні 1995 року 14,67% акцій були придбані німецькою газовою корпорацією Ruhrgas за 62,5 млн крон, 39% акцій Eesti Gaas належали державі, а 7,5% — Фонду Балтійської Республіки (англ. Baltic Republic Fund), розташованому в Лондоні. 
28 січня 1998 року в околицях Тарту була запущена перша в Естонії місцева когенераційна електростанція на основі садівничого господарства компанії AS Grüne Fee. 20 травня акціонером Eesti Gaas стала фінська компанія Fortum OY (до реформування та перейменування — Neste OY).  
1 травня 2004 року Естонія стала державою-членом Європейського Союзу. Подальша діяльність Eesti Gaas узгоджувалась із настановами ЄС. Були побудовані газорозподільні станції у Нарві, Вяндра і Раудалі. 
Упродовж 2005 року компанію AS Eesti Gaas реорганізували у консолідовану групу, в яку входять дочірні підприємства AS EG Ehitus та AS EG Võrguteenus, що розпочали свою діяльність 1 січня 2006 року. Рішення щодо розподілу AS EG Võrguteenus було прийнято у квітні 2013 року. Розподіл та реєстрація нового підприємства відбулося 11 липня 2013 року. Усі активи, контракти, права та зобов'язання AS EG Võrguteenus передала дочірній компанії AS Gaasivõrgud, що розпочала свою господарську діяльність 1 серпня 2013 року.  
19 листопада 2013 року на позачергових загальних зборах акціонери AS Eesti Gaas прийняли рішення та ухвалили план розподілу компанії, а також затвердили статут AS Võrguteenus Valdus. В результаті, дочірнє підприємство AS EG Võrguteenus перейшло у власність AS Võrguteenus Valdus.
У лютому 2016 року компанія Trilini Energy OÜ, придбала 51% акцій Eesti Gaas, що належали Fortum Heat та Gas OY, у травні — 37% акціонерного капіталу, що належав Газпрому, у серпні — 10% акцій Itera Latvija. Наприкінці 2016 року Trilini Energy OÜ зробила пропозицію міноритарним акціонерам продати свої акції за такою самою ціною, як і мажоритарним акціонерам — 0.6690 євро/акція. 

## Акціонери Eesti Gaas
Статутний капітал Eesti Gaas становить 9.919 млн євро.
| Типи акцій AS Eesti Gaas                     | Кількість акцій | Обсяг в акціонерному капіталі у % |
| -------------------------------------------- | --------------- | --------------------------------- |
| Акції А-типу (номінальна вартість 10 євро)   | 721,843         | 72.77%                            |
| Акції В-типу (номінальна вартість 0,10 євро) | 27,006,565      | 27.23%                            |

Дані розподілу акцій AS Eesti Gaas на січень 2017 року.
|                   | Кількість акцій |              | Обсяг в акціонерному капіталі у % |
| ----------------- | --------------- | ------------ | --------------------------------- |
|                   | Акції А-типу    | Акції В-типу |                                   |
| Trilini Energy OÜ | 721 843         | 27 006 565   | 100%                              |

## Адміністративна структура компанії
Концерну Eesti Gaas належать компанія AS EG Ehitus, що спеціалізується на проєктуванні та будівництві газопроводів, компанія AS Gaasivõrgud, що здійснює розподільчі послуги, а також п'ять газових заправних станцій по всій Естонії.
У квітні на загальних зборах Eesti Gaas була обрана нова рада підприємства, яка затвердила на посаді голови правління одного з топменеджерів і канцлерів Естонії — Антса Ноота. У червні підприємство збільшило склад правління до чотирьох членів. Новим членом правління був обраний колишній фінансовий директор Eesti Energia — Маргус Каасік.
Чинний голова правління: Антс Ноот
Чинні члени правління: 
- Рауль Котов
- Сергій Загребайлов
- Маргус Каасік[7]